# Fam (série de televisão)
Fam é uma série de coméda americana estrelada por Nina Dobrev exibida pelo canal CBS que estreiou em 10 de janeiro de 2019.

## Sinopse
A série gira em torno de Clem, uma jovem que imagina sua vida perfeita depois de ficar noiva de Nick, e conviver tão bem com seus futuros sogros, Walt e Rose. No entanto, seu mundo fica de cabeça para baixo quando sua meia-irmã adolescente fora de controle, Shannon, se muda para sua casa, e seu distante pai, o policial Freddy, volta à sua vida.

## Elenco

### Regular
- Nina Dobrev como Clem
- Tone Bell como Nick
- Odessa Adlon como Shannon
- Brian Stokes Mitchell como Walt
- Sheryl Lee Ralph como Rose
- Gary Cole como Freddy

## Episódios
| N.º na série | N.º na temp. | Título original (Título no Brasil) | Dirigido por    | Escrito por               | Exibição original       | Audiência (milhões) |
| ------------ | ------------ | ---------------------------------- | --------------- | ------------------------- | ----------------------- | ------------------- |
| 1            | 1            | "Pilot"                            | Scott Ellis     | Corinne Kingsbury         | 10 de janeiro de 2019   | 7.34                |
| 2            | 2            | "Freddy Returns"                   | Victor Gonzalez | Joe Port & Joe Wiseman    | 17 de janeiro de 2019   | 6.00                |
| 3            | 3            | "Stealing Time"                    | Todd Holland    | Stephanie Furman Darrow   | 24 de janeiro de 2019   | 6.35                |
| 4            | 4            | "It's Been A While"                | Victor Gonzalez | Bill Martin & Mike Schiff | 24 de janeiro de 2019   | 5.03                |
| 5            | 5            | "Jolene, Jolene"                   | Victor Gonzalez | Don D. Scott              | 31 de janeiro de 2019   | 6.05                |
| 6            | 6            | "Pregnant Cause"                   | Todd Holland    | Charles Brottmiller       | 14 de fevereiro de 2019 | 5.43                |
| 7            | 7            | "Drunk in Love"                    | Victor Gonzalez | Talia Berstein            | 21 de fevereiro de 2019 | 5.58                |
| 8            | 8            | "Jojo Returns"                     | Scott Ellis     | Joe Port & Joe Wiseman    | 28 de fevereiro de 2019 | 5.09                |
| 9            | 9            | "Ocien View"                       | Todd Holland    | Guy Endore-Kaiser         | 7 de março de 2019      | 5.68                |
| 10           | 10           | "Dance Dance Resolution"           | Scott Ellis     | Bill Martin & Mike Schiff | 14 de março de 2019     | 5.76                |
| 11           | 11           | "Party Girl"                       | Victor Gonzalez | Darrin Bragg              | 21 de março de 2019     | 4.55                |
| 12           | 12           | "Say Mess To The Dress"            | Scott Ellis     | Allison Gilbert           | 4 de abril de 2019      | 4.79                |
| 13           | 13           | "This Is Fam"                      | Scott Ellis     | Corinne Kingsbury         | 11 de abril de 2019     | 4.93                |